# Liste des conseillers régionaux du Limousin
Cet article présente la liste actuelle des conseillers régionaux du Limousin, ainsi que l'historique des mandatures précédentes (liste des élus, composition de l'exécutif, résultats électoraux).

## Depuis 2015
Au sein du Conseil régional de Nouvelle-Aquitaine, la répartition des élus par département se fait comme suit :
- Haute-Vienne : 12 sièges
- Corrèze : 8 sièges
- Creuse : 4 sièges

### Mandature 2021-2028

#### Conseillers régionaux
En gras, les conseillers régionaux qui occupent également une fonction de vice-président.
| Département  | Liste                   | N° | Nom                 |  | Parti          |
| ------------ | ----------------------- | -- | ------------------- |  | -------------- |
| Corrèze      | PS et alliés            | 01 | Philippe Nauche     |  | PS             |
| Corrèze      | PS et alliés            | 02 | Anabelle Reydy      |  | DVG (app. PCF) |
| Corrèze      | PS et alliés            | 03 | Pascal Cavitte      |  | PS             |
| Corrèze      | PS et alliés            | 04 | Françoise Serre     |  | PS             |
| Corrèze      | Écologiste et Citoyen   | 01 | Amandine Dewaele    |  | EÉLV           |
| Corrèze      | LR                      | 01 | Pascal Coste        |  | LR             |
| Corrèze      | LR                      | 02 | Sandra Delibit      |  | LR             |
| Corrèze      | RN                      | 01 | Valéry Élophe       |  | RN             |
| Creuse       | PS et alliés            | 01 | Geneviève Barrat    |  | PS             |
| Creuse       | PS et alliés            | 02 | Philippe Lafrique   |  | PS             |
| Creuse       | PS et alliés            | 03 | Étienne Lejeune     |  | PS             |
| Creuse       | PS et alliés            | 04 | Marie-Hélène Michon |  | PS             |
| Haute-Vienne | PS et alliés            | 01 | Andréa Brouille     |  | PS             |
| Haute-Vienne | PS et alliés            | 02 | François Vincent    |  | PS             |
| Haute-Vienne | PS et alliés            | 03 | Mélanie Plazanet    |  | DVG            |
| Haute-Vienne | PS et alliés            | 04 | Thibault Bergeron   |  | PS             |
| Haute-Vienne | PS et alliés            | 05 | Catherine La Dune   |  | PCF            |
| Haute-Vienne | PS et alliés            | 06 | Alain Darbon        |  | PS             |
| Haute-Vienne | Écologiste et Citoyen   | 01 | Jean-Louis Pagès    |  | EÉLV           |
| Haute-Vienne | La République en marche | 01 | Marie-Ange Magne    |  | LREM           |
| Haute-Vienne | LR                      | 01 | Guillaume Guérin    |  | LR             |
| Haute-Vienne | Rassemblement national  | 01 | Albin Freychet      |  | RN             |

### Mandature 2015-2021

#### Conseillers régionaux
En gras, les conseillers régionaux qui occupent également une fonction de vice-président.
| Département  | Liste               | N° | Nom                          |  | Parti |
| ------------ | ------------------- | -- | ---------------------------- |  | ----- |
| Corrèze      | PS et alliés + EELV | 01 | Philippe Nauche              |  | PS    |
| Corrèze      | PS et alliés + EELV | 02 | Nathalie Delcouderc-Julliard |  | PS    |
| Corrèze      | PS et alliés + EELV | 03 | Pascal Cavitte               |  | PS    |
| Corrèze      | PS et alliés + EELV | 04 | Laurent Lenoir               |  | PS    |
| Corrèze      | PS et alliés + EELV | 05 | Mümine Ozsöy                 |  | EELV  |
| Corrèze      | Droite et centre    | 01 | Christophe Patier            |  | UDI   |
| Corrèze      | Droite et centre    | 02 | Françoise Béziat             |  | LR    |
| Corrèze      | FN                  | 01 | José Dinucci                 |  | FN    |
| Creuse       | PS et alliés + EELV | 01 | Éric Correia                 |  | PS    |
| Creuse       | PS et alliés + EELV | 02 | Geneviève Barrat             |  | PS    |
| Creuse       | PS et alliés + EELV | 03 | Jérôme Orvain                |  | EELV  |
| Creuse       | Droite et centre    | 01 | Cyril Victor                 |  | LR    |
| Haute-Vienne | PS et alliés + EELV | 01 | Gérard Vandenbroucke         |  | PS    |
| Haute-Vienne | PS et alliés + EELV | 02 | Andréa Brouille              |  | PS    |
| Haute-Vienne | PS et alliés + EELV | 03 | François Vincent             |  | PS    |
| Haute-Vienne | PS et alliés + EELV | 04 | Huguette Tortosa             |  | PS    |
| Haute-Vienne | PS et alliés + EELV | 05 | Anne-Marie Almoster          |  | PS    |
| Haute-Vienne | PS et alliés + EELV | 06 | Alain Darbon                 |  | PS    |
| Haute-Vienne | PS et alliés + EELV | 07 | Jean-Louis Pagès             |  | EELV  |
| Haute-Vienne | Droite et centre    | 01 | Guillaume Guérin             |  | LR    |
| Haute-Vienne | Droite et centre    | 02 | Marie-Claude Lainez          |  | UDI   |
| Haute-Vienne | Droite et centre    | 02 | Pierre Coinaud               |  | LR    |
| Haute-Vienne | FN                  | 01 | Vincent Gérard               |  | FN    |
| Haute-Vienne | FN                  | 02 | Christine Marty              |  | FN    |

## Avant 2015
Au sein du Conseil régional du Limousin, la répartition des élus par département se fait comme suit :
- Haute-Vienne : 21 sièges (20 pour le mandat 2010-2015)[2]
- Corrèze : 15 sièges
- Creuse : 7 sièges

### Mandature 2010-2015

#### Composition de l'exécutif à la fin de la mandature
- Président : Gérard Vandenbroucke
- 1er vice-Présidente : Nathalie Delcouderc-Julliard (PS, 19), chargée de l'aménagement durable du territoire, de l'environnement, des infrastructures et déplacements.
- 2e vice-Présidente : Armelle Martin (PS, 23), chargée de l'action éducatrice et des lycées, des formations initiales et professionnelles.
- 3e vice-Président : Jean-Marie Rougier (PS, 87), chargé du développement économique, de l'emploi et des entreprises, de l'innovation et des technologies, de l'évaluation et de la prospective, des marchés publics, et de l'enseignement supérieur et de la recherche.
- 4e vice-Présidente : Andréa Brouille (PS, 87), chargée de l'administration générale, des ressources humaines, des finances, du budget et du patrimoine régional.
- 5e vice-Présidente : Ghislaine Jeannot-Pagès (EELV, 87), chargée de l'économie résidentielle, numérique, sociale et solidaire, des politiques territoriales de proximité, du commerce et de l’artisanat, de l'innovation sociale et économique dont les assises de la transformation économique par l'écologie.
- 6e vice-Président : Stéphane Cambou (PS, 87), chargé de la territorialité et du lien social par les associations, la culture, le sport, délégué à la coopération.
- 7e vice-Président : Jean-Bernard Damiens (EELV, 23), chargé du développement durable, de l'environnement, du cadre de vie et des politiques de santé.
- 8e vice-Présidente : Jacqueline Lhomme-Léoment (ADS, 87), chargée de la formation professionnelle et des relations avec pôle emploi.
- 9e vice-Président : Claude Trémouille (PS, 19), chargé de l’agriculture et de la forêt, de la chasse et de la pêche.
- 10e vice-Président : Gilles Pallier (PS, 23), chargé des transports.
- 11e vice-Présidente : Shamira Kasri (PS, 19), chargée de l'apprentissage, des politiques de lutte contre l’illettrisme et pour les publics en difficultés, et des relations avec les missions locales.
- 12e vice-Président : Gérard Audouze (PS, 87), chargé du développement de la pratique sportive et du soutien aux initiatives des acteurs du sport.

#### Conseillers régionaux
| Département   | Liste                    | N° | Nom                        |  | Parti            |
| ------------- | ------------------------ | -- | -------------------------- |  | ---------------- |
| Haute- Vienne | Limousin Terre de gauche | 01 | Joël Ratier                |  | PCF              |
| Haute- Vienne | Limousin Terre de gauche | 02 | Pascale Rome               |  | PCF              |
| Haute- Vienne | Limousin Terre de gauche | 03 | Stéphane Lajaumont         |  | GA               |
| Haute- Vienne | Limousin Terre d'avenir  | 01 | Jean-Paul Denanot          |  | PS               |
| Haute- Vienne | Limousin Terre d'avenir  | 02 | Andréa Soyer               |  | PS               |
| Haute- Vienne | Limousin Terre d'avenir  | 03 | Gérard Vandenbroucke       |  | PS               |
| Haute- Vienne | Limousin Terre d'avenir  | 04 | Dominique Normand          |  | EÉ               |
| Haute- Vienne | Limousin Terre d'avenir  | 05 | Stéphane Cambou            |  | PS               |
| Haute- Vienne | Limousin Terre d'avenir  | 06 | Ghislaine Jeannot-Pagès    |  | EÉ               |
| Haute- Vienne | Limousin Terre d'avenir  | 07 | Gérard Audouze             |  | PS               |
| Haute- Vienne | Limousin Terre d'avenir  | 08 | Bernard Beaubreuil         |  | ADS              |
| Haute- Vienne | Limousin Terre d'avenir  | 09 | Jean-Marie Rougier         |  | PS               |
| Haute- Vienne | Limousin Terre d'avenir  | 10 | Catherine L'Official       |  | PS               |
| Haute- Vienne | Limousin Terre d'avenir  | 11 | Philippe Reilhac           |  | PS               |
| Haute- Vienne | Limousin Terre d'avenir  | 12 | Estela Parot-Urroz         |  | PÒC              |
| Haute- Vienne | Limousin Terre d'avenir  | 13 | Jean Daniel                |  | MEL              |
| Haute- Vienne | Majorité présidentielle  | 01 | Raymond Archer             |  | Les Républicains |
| Haute- Vienne | Majorité présidentielle  | 02 | Guillaume Guérin           |  | Les Républicains |
| Haute- Vienne | Majorité présidentielle  | 03 | Jean-Paul Adenis           |  | SE               |
| Haute- Vienne | Majorité présidentielle  | 04 | Nathalie Villeneuve-Delage |  | Les Républicains |

| Département | Liste                    | N° | Nom                          |  | Parti            |
| ----------- | ------------------------ | -- | ---------------------------- |  | ---------------- |
| Corrèze     | Limousin Terre de gauche | 01 | Véronique Momenteau          |  | GA               |
| Corrèze     | Limousin Terre de gauche | 02 | Christian Audouin            |  | PCF              |
| Corrèze     | Limousin Terre d'avenir  | 01 | Patrick Trannoy              |  | PS               |
| Corrèze     | Limousin Terre d'avenir  | 02 | Bernard Roux                 |  | PS               |
| Corrèze     | Limousin Terre d'avenir  | 03 | Nathalie Delcouderc-Julliard |  | PS               |
| Corrèze     | Limousin Terre d'avenir  | 04 | Marc Horvat                  |  | EÉ               |
| Corrèze     | Limousin Terre d'avenir  | 05 | Christèle Coursat            |  | PS               |
| Corrèze     | Limousin Terre d'avenir  | 06 | Claude Trémouille            |  | PS               |
| Corrèze     | Limousin Terre d'avenir  | 07 | Shamira Kasri                |  | PS               |
| Corrèze     | Limousin Terre d'avenir  | 08 | Alain Lagarde                |  | PS               |
| Corrèze     | Limousin Terre d'avenir  | 09 | Michèle Reliat               |  | PS               |
| Corrèze     | Majorité présidentielle  | 01 | Frédéric Vergne              |  | Les Républicains |
| Corrèze     | Majorité présidentielle  | 02 | Dominique Noailletas         |  | Les Républicains |
| Corrèze     | Majorité présidentielle  | 03 | Jean-Pierre Tronche          |  | Les Républicains |
| Corrèze     | Majorité présidentielle  | 04 | Françoise Beziat             |  | SE               |

| Département | Liste                    | N° | Nom                          |  | Parti            |
| ----------- | ------------------------ | -- | ---------------------------- |  | ---------------- |
| Creuse      | Limousin Terre de gauche | 01 | Laurence Pache               |  | PG               |
| Creuse      | Limousin Terre d'avenir  | 01 | Éric Jeansannetas            |  | PS               |
| Creuse      | Limousin Terre d'avenir  | 02 | Gilbert Pallier              |  | PS               |
| Creuse      | Limousin Terre d'avenir  | 03 | Sylvie Aucouturier-Vaugelade |  | PS               |
| Creuse      | Limousin Terre d'avenir  | 04 | Jean-Bernard Damiens         |  | EÉ               |
| Creuse      | Majorité présidentielle  | 01 | Vincent Turpinat             |  | Les Républicains |
| Creuse      | Majorité présidentielle  | 02 | Michelle Suchaud             |  | Les Républicains |

#### Répartition des sièges

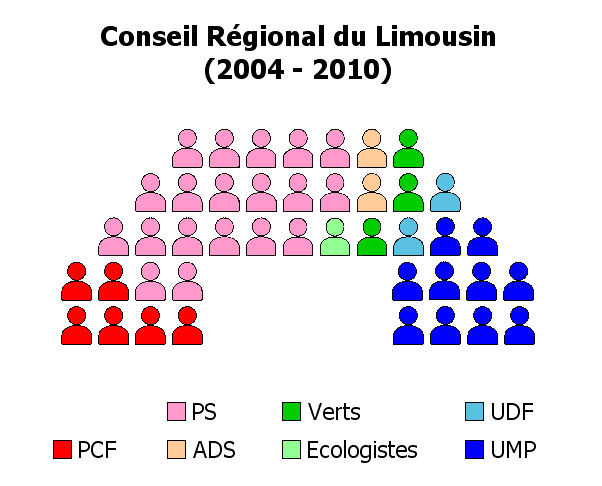
Composition du conseil régional du Limousin (2004-2010).

L'assemblée régionale s'est organisée en 5 groupes politiques :
- Groupe socialiste (20 conseillers, majorité)
- Groupe UMP et apparentés (10 conseillers, opposition)
- Groupe Limousin Terre de gauche (6 conseillers, opposition)
- Groupe Europe Écologie (4 conseillers, majorité)
- Groupe ADS-MEL (2 conseillers, majorité)

### Mandature 2004-2010
| Tête de liste  | Tête de liste         | Liste                | Premier tour | Premier tour | Second tour | Second tour | Sièges | Sièges |
| Tête de liste  | Tête de liste         | Liste                | #            | %            | #           | %           | #      | %      |
| -------------- | --------------------- | -------------------- | ------------ | ------------ | ----------- | ----------- | ------ | ------ |
|                | Jean-Paul Denanot     | PS - PCF - PRG - ADS | 140 217      | 41,14        | 215 624     | 62,02       | 31     | 72,1   |
|                | Raymond Archer        | UMP                  | 79 531       | 23,33        | 132 049     | 37,98       | 12     | 27,9   |
|                | Jean-Claude Deschamps | UDF                  | 28 169       | 8,26         | 132 049     | 37,98       | 12     | 27,9   |
|                | Patricia Gibeau       | FN                   | 31 736       | 9,31         |             |             |        |        |
|                | Stéphane Lajaumont    | LCR - LO             | 22 529       | 6,61         |             |             |        |        |
|                | Jean-Bernard Damiens  | Les Verts - PO       | 20 531       | 6,02         |             |             |        |        |
|                | Jean-Louis Hironde    | CPNT                 | 18 133       | 5,32         |             |             |        |        |
|                |                       |                      |              |              |             |             |        |        |
| Inscrits       | Inscrits              | Inscrits             | 545 565      | 100,00       | 545 419     | 100,00      |        |        |
| Abstentions    | Abstentions           | Abstentions          | 179 616      | 32,92        | 169 714     | 31,12       |        |        |
| Votants        | Votants               | Votants              | 365 949      | 67,08        | 375 705     | 68,88       |        |        |
| Blancs et nuls | Blancs et nuls        | Blancs et nuls       | 25 103       | 6,86         | 28 032      | 7,46        |        |        |
| Exprimés       | Exprimés              | Exprimés             | 340 846      | 93,14        | 347 673     | 92,54       |        |        |

* liste du président sortant
Les listes UMP et UDF d'une part, et les listes PS et Verts d'autre part, ont fusionné entre les deux tours.

#### Composition de l'exécutif
- Président : Jean-Paul Denanot
- 1er vice-Président : Gérard Vandenbroucke (PS, 87), chargé de l'aménagement du territoire régional, de l'enseignement supérieur et de la recherche
- 2e vice-Présidente : Claudine Labrunie (PS, 19), chargée de la formation professionnelle et des lycées
- 3e vice-Président : Daniel Nouaille (PS, 87), chargé de l'économie et des transferts de technologie
- 4e vice-Président : Joël Ratier (PCF, 87), chargé du sport et de l'insertion professionnelle des jeunes
- 5e vice-Présidente : Sylvie Vaugelade (PS, 23), chargée de la démocratie participative, de la citoyenneté et des droits des femmes
- 6e vice-Présidente : Renée Nicoux (PS, 23), chargée du schéma régional d’aménagement du territoire et de l’ensemble des schémas régionaux
- 7e vice-Président : Jean-Bernard Damiens (Verts, 23), chargé du développement durable, de l'environnement et de la santé
- 8e vice-Président : André Pamboutzoglou (PCF, 19), chargé des infrastructures et des transports collectifs
- 9e vice-Président : Jean-Claude Darmengeat (PS, 19), chargé de la forêt, du développement de la filière bois et du Massif Central
- 10e vice-Présidente : Monique Compain (PS, 87), chargée de l'accueil et de l'habitat
- 11e vice-Président : Michel Fourgeaud (ADS, 87), chargé du commerce et de l'artisanat
- 12e vice-Président : Claude Trémouille (PS, 19), chargé de l'agriculture, de la montagne et de l'enseignement agricole

#### Conseillers régionaux
| Département   | Liste                                    | N° | Nom                       |  | Parti |
| ------------- | ---------------------------------------- | -- | ------------------------- |  | ----- |
| Haute- Vienne | Liste de gauche (PS-PCF-PRG-ADS) + Verts | 01 | Françoise Decan           |  | PCF   |
| Haute- Vienne | Liste de gauche (PS-PCF-PRG-ADS) + Verts | 02 | Joël Ratier               |  | PCF   |
| Haute- Vienne | Liste de gauche (PS-PCF-PRG-ADS) + Verts | 03 | Jacqueline Lhomme-Léoment |  | ADS   |
| Haute- Vienne | Liste de gauche (PS-PCF-PRG-ADS) + Verts | 04 | Michel Fourgeaud          |  | ADS   |
| Haute- Vienne | Liste de gauche (PS-PCF-PRG-ADS) + Verts | 05 | Béatrice Dufour           |  | PS    |
| Haute- Vienne | Liste de gauche (PS-PCF-PRG-ADS) + Verts | 06 | Catherine Beaubatie       |  | PS    |
| Haute- Vienne | Liste de gauche (PS-PCF-PRG-ADS) + Verts | 07 | Corinne Chocat            |  | PS    |
| Haute- Vienne | Liste de gauche (PS-PCF-PRG-ADS) + Verts | 08 | Daniel Nouaille           |  | PS    |
| Haute- Vienne | Liste de gauche (PS-PCF-PRG-ADS) + Verts | 09 | Gérard Audouze            |  | PS    |
| Haute- Vienne | Liste de gauche (PS-PCF-PRG-ADS) + Verts | 10 | Gérard Vandenbroucke      |  | PS    |
| Haute- Vienne | Liste de gauche (PS-PCF-PRG-ADS) + Verts | 11 | Jean-Marie Rougier        |  | PS    |
| Haute- Vienne | Liste de gauche (PS-PCF-PRG-ADS) + Verts | 12 | Jean-Paul Denanot         |  | PS    |
| Haute- Vienne | Liste de gauche (PS-PCF-PRG-ADS) + Verts | 13 | Monique Compain           |  | PS    |
| Haute- Vienne | Liste de gauche (PS-PCF-PRG-ADS) + Verts | 14 | Stéphane Cambou           |  | PS    |
| Haute- Vienne | Liste de gauche (PS-PCF-PRG-ADS) + Verts | 15 | Ghislaine Jeannot-Pagès   |  | Verts |
| Haute- Vienne | Liste de gauche (PS-PCF-PRG-ADS) + Verts | 16 | Jean Daniel               |  | MEL   |
| Haute- Vienne | Liste UMP + UDF                          | 01 | Evelyne Guilhem           |  | UMP   |
| Haute- Vienne | Liste UMP + UDF                          | 02 | Marie-Claude Lainez       |  | UMP   |
| Haute- Vienne | Liste UMP + UDF                          | 03 | Raymond Archer            |  | UMP   |
| Haute- Vienne | Liste UMP + UDF                          | 04 | Bernard Chevalier         |  | UMP   |
| Haute- Vienne | Liste UMP + UDF                          | 05 | Jean-Jacques Bélézy       |  | MoDem |

| Département | Liste                                    | N° | Nom                          |  | Parti |
| ----------- | ---------------------------------------- | -- | ---------------------------- |  | ----- |
| Corrèze     | Liste de gauche (PS-PCF-PRG-ADS) + Verts | 01 | André Pamboutzoglou          |  | PCF   |
| Corrèze     | Liste de gauche (PS-PCF-PRG-ADS) + Verts | 02 | Christian Audouin            |  | PCF   |
| Corrèze     | Liste de gauche (PS-PCF-PRG-ADS) + Verts | 03 | Dominique Grador             |  | PCF   |
| Corrèze     | Liste de gauche (PS-PCF-PRG-ADS) + Verts | 04 | Claude Trémouille            |  | PS    |
| Corrèze     | Liste de gauche (PS-PCF-PRG-ADS) + Verts | 05 | Claudine Labrunie            |  | PS    |
| Corrèze     | Liste de gauche (PS-PCF-PRG-ADS) + Verts | 06 | Henri Bassaler               |  | PS    |
| Corrèze     | Liste de gauche (PS-PCF-PRG-ADS) + Verts | 07 | Jean-Claude Darmengeat       |  | PS    |
| Corrèze     | Liste de gauche (PS-PCF-PRG-ADS) + Verts | 08 | Martine Leclerc              |  | PS    |
| Corrèze     | Liste de gauche (PS-PCF-PRG-ADS) + Verts | 09 | Nathalie Delcouderc-Julliard |  | PS    |
| Corrèze     | Liste de gauche (PS-PCF-PRG-ADS) + Verts | 10 | Muriel Padovani-Lorioux      |  | Verts |
| Corrèze     | Liste UMP + UDF                          | 01 | Christiane Domenech          |  | UMP   |
| Corrèze     | Liste UMP + UDF                          | 02 | Dominique Pimon              |  | UMP   |
| Corrèze     | Liste UMP + UDF                          | 03 | Gérard de Pablo              |  | UMP   |
| Corrèze     | Liste UMP + UDF                          | 04 | Laurent Chastagnol           |  | UMP   |
| Corrèze     | Liste UMP + UDF                          | 05 | Jean-Claude Deschamps        |  | MoDem |

| Département | Liste                                    | N° | Nom                          |  | Parti |
| ----------- | ---------------------------------------- | -- | ---------------------------- |  | ----- |
| Creuse      | Liste de gauche (PS-PCF-PRG-ADS) + Verts | 01 | Claude Guerrier              |  | PCF   |
| Creuse      | Liste de gauche (PS-PCF-PRG-ADS) + Verts | 02 | Armelle Martin               |  | PS    |
| Creuse      | Liste de gauche (PS-PCF-PRG-ADS) + Verts | 03 | Renée Nicoux                 |  | PS    |
| Creuse      | Liste de gauche (PS-PCF-PRG-ADS) + Verts | 03 | Sylvie Aucouturier-Vaugelade |  | PS    |
| Creuse      | Liste de gauche (PS-PCF-PRG-ADS) + Verts | 04 | Jean-Bernard Damiens         |  | Verts |
| Creuse      | Liste UMP + UDF                          | 01 | Michelle Suchaud             |  | UMP   |
| Creuse      | Liste UMP + UDF                          | 02 | Pierre Brignolas             |  | UMP   |

#### Répartition des sièges
- PS : 20 sièges
- UMP : 10 sièges
- PCF : 6 sièges
- Les Verts : 3 sièges
- ADS-CAP : 2 sièges
- UDF : 2 sièges
- Mouvement écologiste : 1 siège

### Mandature 1998-2004
Ces élections ne se déroulent que sur un tour.
|                | Gauche plurielle                      | 143 448        | 42,44   | 24     | 55,81 |  |  |  |
|                | RPR-UDF                               | 98 015         | 29,00   | 14     | 32,56 |  |  |  |
|                | Front national                        | 24 657         | 7,30    | 3      | 6,98  |  |  |  |
|                | Chasse, pêche, nature et traditions   | 19 977         | 5,91    | 2      | 4,65  |  |  |  |
|                | Ligue communiste révolutionnaire - LO | 14 625         | 4,33    |        |       |  |  |  |
|                | Divers droite                         | 7 856          | 2,32    |        |       |  |  |  |
|                | Retraités                             | 7 110          | 2,10    |        |       |  |  |  |
|                | MEI - Divers écologistes              | 7 068          | 2,09    |        |       |  |  |  |
|                | RPR dissidents                        | 5 570          | 1,65    |        |       |  |  |  |
|                | Femmes                                | 4 791          | 1,42    |        |       |  |  |  |
|                | Extrême gauche                        | 2 812          | 0,83    |        |       |  |  |  |
|                | Chômeurs                              | 2 069          | 0,61    |        |       |  |  |  |
|                |                                       |                |         |        |       |  |  |  |
| Inscrits       | Inscrits                              | Inscrits       | 549 533 | 100,00 |       |  |  |  |
| Abstentions    | Abstentions                           | Abstentions    | 190 120 | 34,60  |       |  |  |  |
| Votants        | Votants                               | Votants        | 359 413 | 65,40  |       |  |  |  |
| Blancs et nuls | Blancs et nuls                        | Blancs et nuls | 21 404  | 5,96   |       |  |  |  |
| Exprimés       | Exprimés                              | Exprimés       | 338 009 | 94,04  |       |  |  |  |

#### Conseillers régionaux
| Département   | Liste            | N° | Nom                     |  | Parti |
| ------------- | ---------------- | -- | ----------------------- |  | ----- |
| Haute- Vienne | Gauche plurielle | 01 | Christian Audouin       |  | PCF   |
| Haute- Vienne | Gauche plurielle | 02 | Joël Ratier             |  | PCF   |
| Haute- Vienne | Gauche plurielle | 03 | Jacques Jouve           |  | ADS   |
| Haute- Vienne | Gauche plurielle | 04 | Michel Fourgeaud        |  | ADS   |
| Haute- Vienne | Gauche plurielle | 05 | Alice Bercheny          |  | PS    |
| Haute- Vienne | Gauche plurielle | 06 | Jean-Jacques Besse      |  | PS    |
| Haute- Vienne | Gauche plurielle | 07 | Corinne Chocat          |  | PS    |
| Haute- Vienne | Gauche plurielle | 08 | Monique Compain         |  | PS    |
| Haute- Vienne | Gauche plurielle | 09 | Jean-Paul Denanot       |  | PS    |
| Haute- Vienne | Gauche plurielle | 10 | Jean-Claude Guillaumie  |  | PS    |
| Haute- Vienne | Gauche plurielle | 11 | Daniel Nouaille         |  | PS    |
| Haute- Vienne | Gauche plurielle | 12 | Robert Savy             |  | PS    |
| Haute- Vienne | Gauche plurielle | 13 | Jean Daniel             |  | Verts |
| Haute- Vienne | Liste UMP + UDF  | 01 | Jean-Pierre Bonneval    |  | UDF   |
| Haute- Vienne | Liste UMP + UDF  | 02 | Philippe Pauliat-Defaye |  | UDF   |
| Haute- Vienne | Liste UMP + UDF  | 03 | Raymond Archer          |  | RPR   |
| Haute- Vienne | Liste UMP + UDF  | 04 | Bernard Chevalier       |  | RPR   |
| Haute- Vienne | Liste UMP + UDF  | 05 | Évelyne Guilhem         |  | RPR   |
| Haute- Vienne | Liste UMP + UDF  | 06 | Aline Sauvage           |  | RPR   |
| Haute- Vienne | Liste FN (MNR)   | 01 | Antoine Orabona         |  | MNR   |
| Haute- Vienne | Liste FN (MNR)   | 02 | Bernard Daugan          |  | MNR   |

| Département | Liste            | N° | Nom                  |  | Parti |
| ----------- | ---------------- | -- | -------------------- |  | ----- |
| Corrèze     | Gauche plurielle | 01 | André Pamboutzoglou  |  | PCF   |
| Corrèze     | Gauche plurielle | 02 | Dominique Grador     |  | PCF   |
| Corrèze     | Gauche plurielle | 03 | Bernadette Bourzai   |  | PS    |
| Corrèze     | Gauche plurielle | 04 | Jean-Claude Cassaing |  | PS    |
| Corrèze     | Gauche plurielle | 05 | François Hollande    |  | PS    |
| Corrèze     | Gauche plurielle | 06 | Claudine Labrunie    |  | PS    |
| Corrèze     | Gauche plurielle | 07 | Jacqueline Caplat    |  | Verts |
| Corrèze     | Liste UMP + UDF  | 01 | Claude Nougein       |  | UDF   |
| Corrèze     | Liste UMP + UDF  | 02 | Frédérique Fichet    |  | RPR   |
| Corrèze     | Liste UMP + UDF  | 03 | Lyliane Parquet      |  | RPR   |
| Corrèze     | Liste UMP + UDF  | 04 | Lucien Renaudie      |  | RPR   |
| Corrèze     | Liste UMP + UDF  | 05 | Paul Reynal          |  | RPR   |
| Corrèze     | Liste CPNT       | 01 | Louis Hironde        |  | CPNT  |
| Corrèze     | Liste FN (MNR)   | 01 | Francis Ducreux      |  | MNR   |

| Département | Liste            | N° | Nom                        |  | Parti |
| ----------- | ---------------- | -- | -------------------------- |  | ----- |
| Creuse      | Gauche plurielle | 01 | René Debesson              |  | PCF   |
| Creuse      | Gauche plurielle | 02 | Jacqueline Defemme-Verdier |  | PS    |
| Creuse      | Gauche plurielle | 03 | Yves Furet                 |  | PS    |
| Creuse      | Gauche plurielle | 04 | Jean-Jacques Lozach        |  | PS    |
| Creuse      | Liste UMP + UDF  | 01 | Guy de Lamberterie         |  | UDF   |
| Creuse      | Liste UMP + UDF  | 02 | Pierre Brignolas           |  | RPR   |
| Creuse      | Liste UMP + UDF  | 03 | Bernard de Froment         |  | RPR   |
| Creuse      | Liste CPNT       | 01 | Jean-François Ruinaud      |  | CPNT  |

#### Répartition des sièges
- Parti Socialiste (PS) : 15 sièges

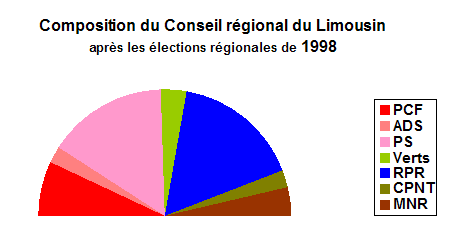
Composition de l'assemblée en 1998.

- Union pour un Mouvement Populaire (UMP) : 10 sièges
- Parti Communiste Français (PCF) : 5 sièges
- Union pour la démocratie française (UDF) : 4 sièges
- Les Verts : 2 sièges
- Mouvement National Républicain (MNR) : 3 sièges
- Alternative Démocratie Socialisme (ADS) : 2 sièges
- Chasse Pêche Nature et Traditions (CPNT) : 2 sièges

### Mandature 1992-1998
|         | Liste | Élus |
| PCF     | 4     |      |
| ADS     | 3     |      |
| PS      | 13    |      |
| Verts   | 2     |      |
| GE      | 1     |      |
| CPNT    | 1     |      |
| UDF-RPR | 18    |      |
| FN      | 1     |      |

### Mandature 1986-1992
|         | Liste | Élus |
| PCF     | 8     |      |
| PS      | 15    |      |
| UDF-RPR | 18    |      |